# Église Saint-Cyriaque de Saint-Ciers-du-Taillon
L'église Saint-Cyriaque est une église située à Saint-Ciers-du-Taillon, dans le département français de la Charente-Maritime en région Nouvelle-Aquitaine.

## Historique
L'église est inscrite au titre des monuments historiques par arrêté du 23 juillet 2003.

## Galerie

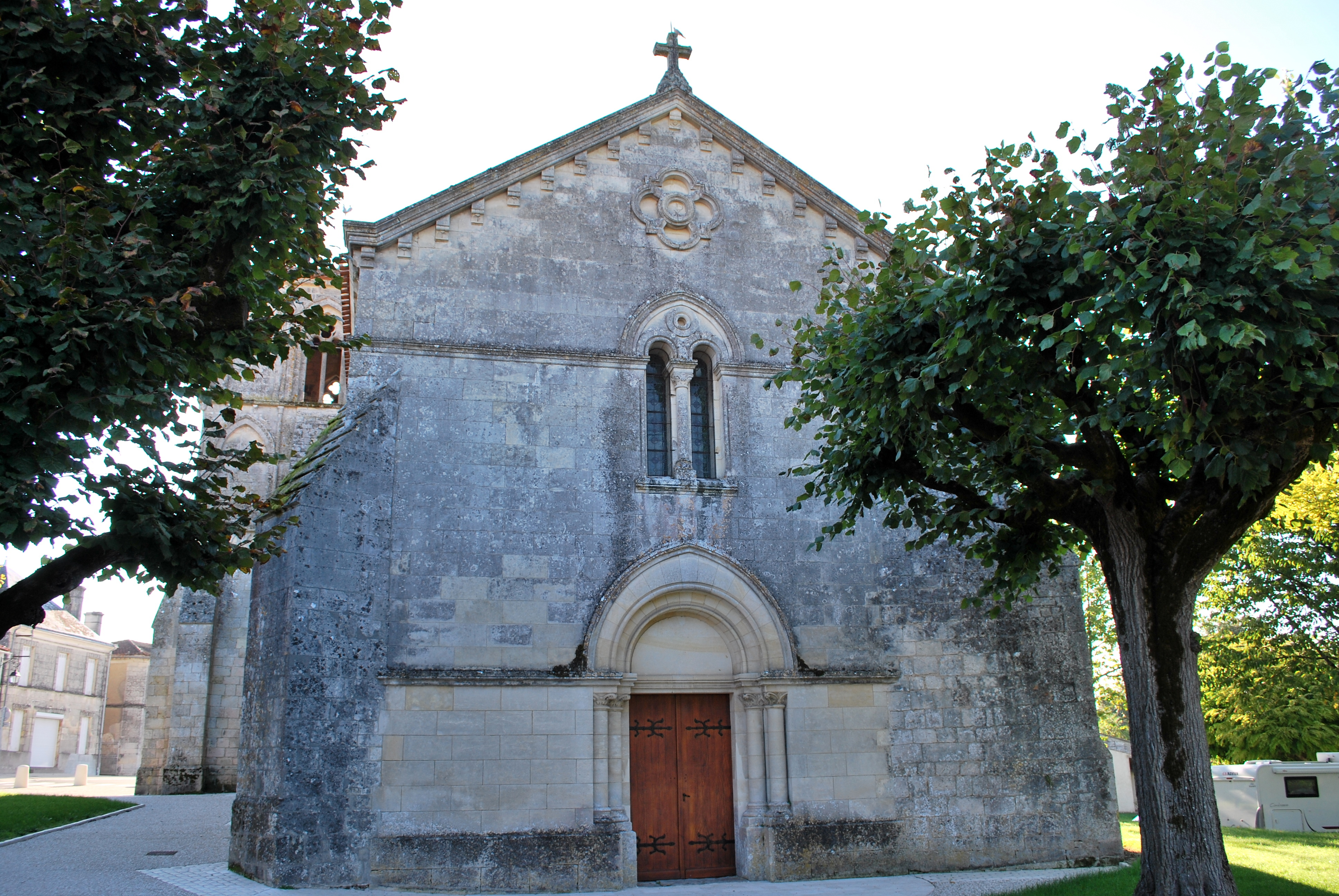
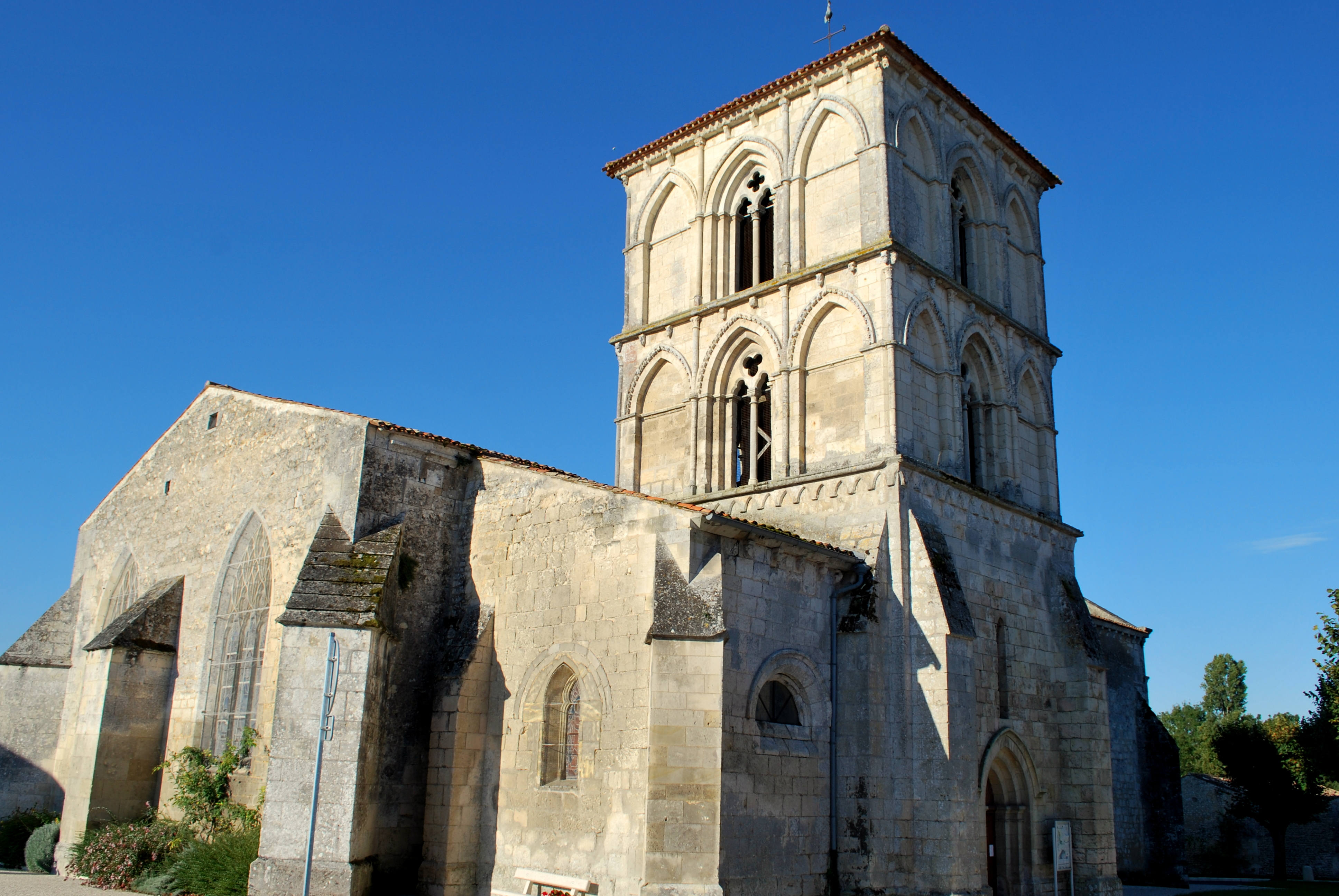
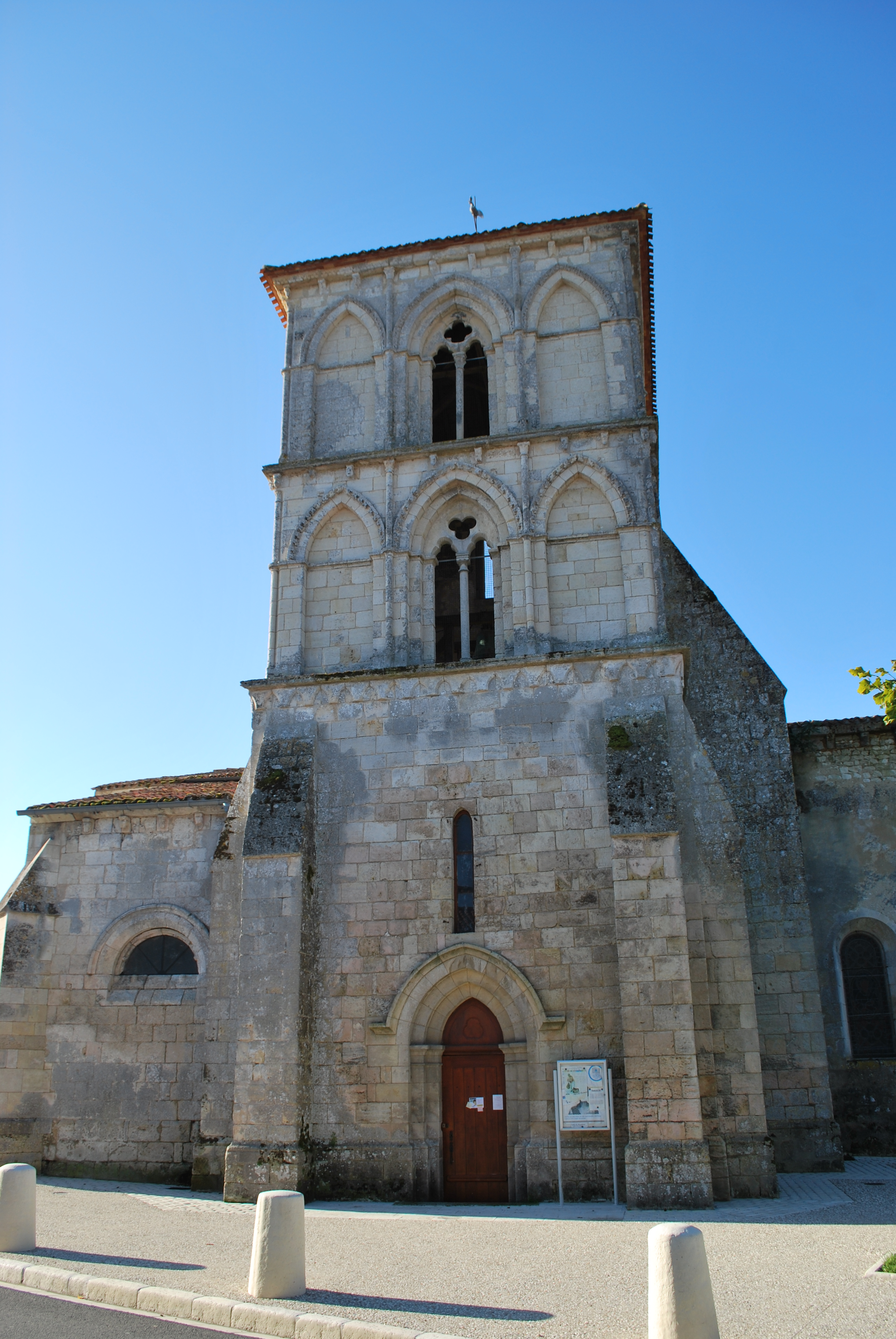
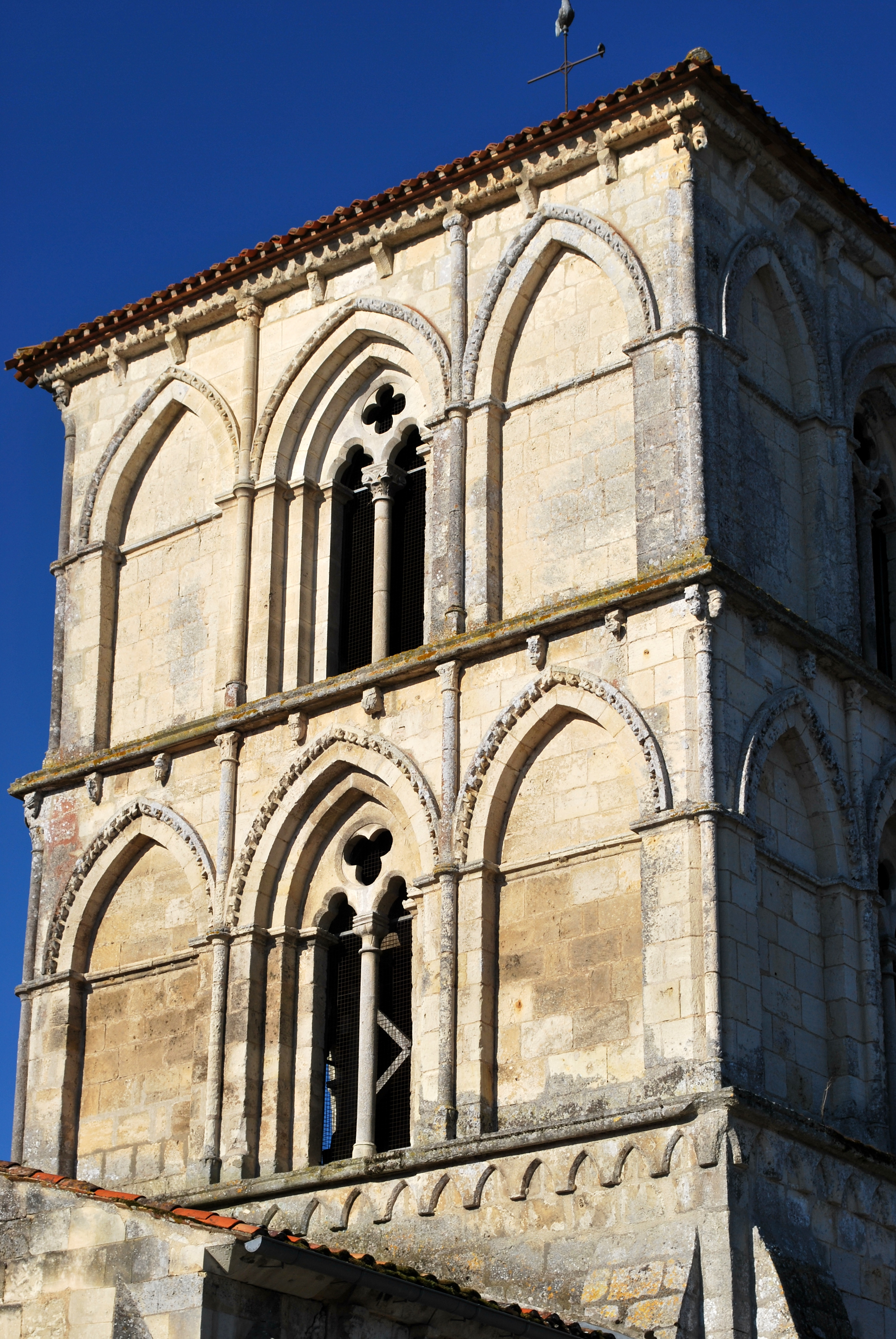